# Peter Salem
Peter Salem (c. 1750–16 de agosto de 1816) fue un esclavo afroamericano de Massachusetts que sirvió como soldado en la Guerra de Independencia de los Estados Unidos. Nacido en la esclavitud en Framingham, Massachusetts, fue liberado por un amo posterior, el Mayor Lawson Buckminster, para servir en la milicia local. Se alistó en el Ejército Continental, sirviendo durante casi cinco años en la guerra. Después, se casó y trabajó como tejedor de caña. Un monumento fue levantado a finales del siglo XIX sobre su tumba en Framingham, Massachusetts.

## Primeros años
Peter Salem nació aproximadamente en 1750 de una madre esclava en Framingham, Massachusetts. Su amo era Jeremiah Belknap, quién más tarde le vendió al Mayor Lawson Buckminster. Cuándo Buckminster se convirtió en comandante del Ejército Continental, dio a Salem su libertad en 1775 para poder alistarse en la milicia patriota de lo que pronto se convertiría en la llamada Revolución americana.
Su apellido inicial debió ser el de su propietario original Belknap, que después pudo haber sustituido por 'Salem' por el pueblo de Salem, Massachusetts, donde vivió tras la guerra. También se ha sugerido que Salem lo escogió después de ser liberado, y que podría ser una forma de Saleem, la palabra árabe que significa paz. Esto ha dirigido a algunos historiadores modernos a sugerir que Salem puede haber sido musulmán, a pesar de que no hay documentación directa sobre su religiosidad.

## Servicio militar
Salem participó en las primeras batallas de la guerra en Concord el 19 de abril de 1775. En el rollo de la compañía de la milicia del capitán Simon Edgell de Framingham consta que sirvió cuatro días desde el 19 de abril de 1775. El 24 de abril, se alistó en la compañía del capitán Drury del 6.º Regimiento de Massachusetts al mando del coronel John Nixon

### Batalla de Bunker Hill
Salem, otro héroe de este acontecimiento, luchó con su compañía en la Batalla de Bunker Hill. Según Samuel Swett, quién hizo una crónica de la batalla, Salem habría herido mortalmente al mayor de la infantería británica John Pitcairn, quién murió de un disparo de mosquete. Esto ha sido discutido. Alrededor de una docena de afroamericanos libres participaron en la batalla, incluyendo Barzillai Lew, Salem Poor, Titus Coburn, Alexander Ames, Cato Howe, y Seymour Burr.
Salem se realistó por otro año en el 4.º Regimiento Continental el 1 de enero de 1776. Cuándo este alistamiento expiró, firmó por otros tres años en el 6.º Regimiento de Massachusetts del coronel Thomas Nixon, un hermano del coronel John Nixon. Fue dado de baja honorablemente el 31 de diciembre de 1779, habiendo servido un total de cuatro años y ocho meses.
Salem al parecer extendió su alistamiento por dos meses más y sirvió en la compañía del capitán Claye en el regimiento del Coronel Nixon del 1.º de enero al 1.º de marzo de 1780.
Salem había luchado en las batallas de Saratoga y Stony Point.

## Vida posterior y muerte
Salem se pasó el resto de su vida viviendo pacíficamente. Se casó con Katy Benson en Salem, Massachusetts en septiembre de 1783, y más tarde construyó una cabaña cercana a Leicester, donde trabajó como tejedor de caña.
Peter Salem murió el 16 de agosto de 1816, a los 66 años. Fue enterrado en el Old Buryng Ground en Framingham, y la ciudad gastó $150 en levantar un monumento en su memoria en 1882.

## En los medios de comunicación
Se cree que Salem fue representado por John Trumbull en su cuadro The Death of General Warren at the Batle of Bunker Hill, june 17, 1775. Las autoridades modernas difieren. David Barton identifica a Salem de pie a la derecha de Thomas Grosvenor. El Profesor David Brion Davis, citando evidencia del profesor Sidney Kaplan, también declara que el afroamericano a la derecha de Thomas Grosvenor "era Peter Salem".
Peter Salem es uno de los personajes secundarios en la miniserie televisiva de 2015 Sons of Liberty. Es interpretado por el actor afrobritánico Jimmy Akingbola.